# Sophie Förster
Sophie Förster, geb. Ebel (* 21. Oktober 1826 in Berlin; † 27. Februar 1899 in Wien) war eine deutsche Opern-, Konzert- und Bühnensängerin.

## Leben
Sophie Förster war die Tochter eines Professors des Berliner Kadettenkorps (siehe Kadettenhaus Neubau (Berlin)). Ihre erste Gesangsausbildung erhielt sie bei einem Chorleiter in Berlin. Später lernte sie die schwedische Opernsängerin Jenny Lind kennen, die sie weiter schulte und ausbildete; ihre weitere Ausbildung und Stimmentechnik erhielt sie bei Gustav Wilhelm Teschner. Auch nach ihrer Hochzeit mit dem Kunst- und Altertumsforscher Hofrat Carl Förster (* 31. Januar 1816; † 30. Juni 1905) studierte sie weiter und verbesserte ihre Gesangsdarstellung.
1854 trat sie erstmals in einem Konzert des Pauliner Sängervereins in Leipzig auf und begründete ihren späteren Ruf als Konzertsängerin; im selben Jahr trat sie auch in Braunschweig auf und sang die Kirchen-Arie Se i miei sospiri von Alessandro Stradella.
Seit 1855 lebte sie in Dresden und wurde dort durch Franz Magnus Böhme gesangstechnisch weiter ausgebildet.
Sie trat 1861 als Agathe im Freischütz in Erfurt auf und war darauf von 1861 bis 1864 als Norma am Hoftheater in Meiningen sowie von 1864 bis 1865 bei Franz Lachner in München als Primadonna; dort feierte sie auch bis 1866 ihre größten Erfolge; sie trat von 1865 bis 1866 am Deutschen Opernhaus in Rotterdam, 1867 in Zürich, von 1867 bis 1868 in Brünn und von 1868 bis 1889 am Stadttheater in Stettin auf.
Nachdem sie sich von den öffentlichen Auftritten ins Privatleben zurückgezogen hatte – sie trat nur noch gelegentlich bei Oratorienaufführungen im Leipziger Gewandhaus auf – ging sie nach Wien und erteilte Gesangsunterricht; hierbei wurde sie besonders gern von Amerikanerinnen aufgesucht.
Ihren Nekrolog verfasste Robert Eitner.

## Briefe
- Robert und Clara Schumann im Briefwechsel mit den Familien Verhulst, Kufferath/Speyer und Engelmann sowie anderen Korrespondenten in Belgien und den Niederlanden, hrsg. von Eva Katharina Klein, Anselm Eber und Thomas Synofzik (= Schumann-Briefedition, Serie II, Band 13), Köln 2024, S. 943–947